# Scalopus aquaticus
Scalopus aquaticus eller östlig mullvad är ett däggdjur i familjen mullvadsdjur och den enda arten i sitt släkte.
Det vetenskapliga släktnamnet är sammansatt av de gammalgrekiska orden skalops (gräva) och pous (fot). Artepitet aquaticus är det latinska ordet för "relaterad till vatten". Antagligen antog Carl von Linné att arten kan simma med hjälp av huden som finns mellan fingrarna.

## Utseende
Denna mullvad kännetecknas av en jämförelsevis lång nos och breda framtassar med grova klor. Liksom hos flera andra mullvadsdjur är ögonen och ytteröronen inte synliga. Med sin cylindriska kropp är den bra anpassad för livet i underjordiska tunnlar. I gångarna förekommer vanligen mer koldioxid än ovanpå marken. Arten har ett speciellt hemoglobin i blotet som ger den förmåga att uppta mer koldioxid.
Den mjuka pälsen har en brun, grå eller svart färg. Artepitet aquaticus syftar på hudflikar mellan framtassarnas tår som påminner om simhud. Mullvaden vistas däremot sällan i vatten men den kan simma om så behövs. Individerna når en kroppslängd mellan 11 och 17 cm och därtill kommer en 2 till 4 cm naken svans. Vikten ligger mellan 40 och 140 gram.

## Utbredning och habitat
Utbredningsområdet sträcker sig från södra Ontario (Kanada) till större delar av USA (från Wyoming och Texas till Massachusetts och Florida). Isolerade populationer hittas även i nordöstra Mexiko. Habitatet utgörs av fuktig jord i skogar, ängar eller trädgårdar.

## Ekologi
Liksom alla andra mullvadsdjur från nya världen vistas arten huvudsakligen under markytan. Tunnlarna ligger allmänt tät under marken och därför syns vanligen långsträckta förhöjningar istället för mullvadshögar. Bara under vintern används gångar som ligger djupare. De vilar i en kammare som fodras med växtdelar. Individerna kan vara aktiva på dagen och på natten och de håller ingen vinterdvala. I motsats till de flesta andra mullvadsdjur är arten mer social, ofta med 2 eller 3 individer i samma tunnelsystem.
Scalopus aquaticus äter främst daggmaskar, men även insekter och deras larver.
Parningen sker under våren och efter fyra till sex veckors dräktighet föder honan två till fem ungar. Ungarna dias cirka en månad och under följande vår är de könsmogna. Livslängden ligger vanligen mellan tre och sex år.